# Saint-Laurent-sur-Othain
Saint-Laurent-sur-Othain település Franciaországban, Meuse megyében. Lakosainak száma 443 fő (2022. január 1.). Saint-Laurent-sur-Othain Grand-Failly, Mangiennes, Merles-sur-Loison, Pillon, Sorbey és Villers-lès-Mangiennes községekkel határos.

## Népesség
A település népessége az elmúlt években az alábbi módon változott:
| Lakosok száma | 452  | 432  | 377  | 467  | 497  | 509  | 506  | 472  | 455  | 443  |
|               | 1968 | 1982 | 1990 | 2006 | 2013 | 2015 | 2017 | 2019 | 2020 | 2022 |